# Bahnhof München-Pasing

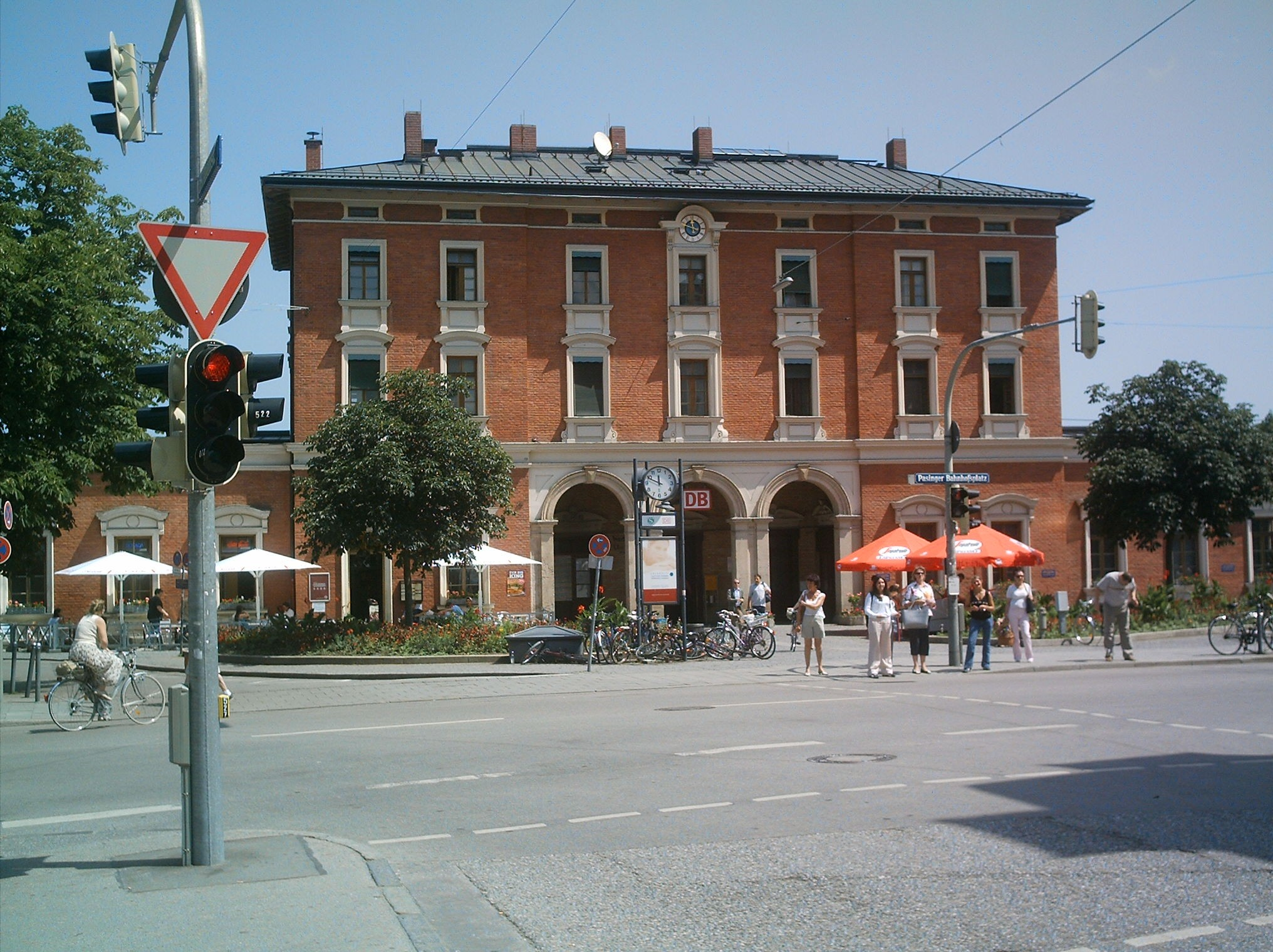
Bahnhof München-Pasing

Bahnhof München-Pasing i Pasing är en av tre järnvägsstationer för fjärrtrafik i München (de andra är München Hauptbahnhof och Bahnhof München Ost). Här trafikerar även Münchens pendeltåg.
Pasings station öppnades 1840 sedan järnvägen dragits från München till Lochhausen 1839. Stationsbyggnaden öppnades åtta år senare och blev järnvägsstation när linjen till Starnberg öppnades 1854. 1900-1901 tillkom en del för godstrafik. Nuvarande namn från 1938.